# 一個小小的建議
《一個小小的建議》（英文全名: A Modest Proposal: For Preventing the Children of Poor People in Ireland from Being a Burthen to Their Parents or Country, and for Making Them Beneficial to the Publick；中文全名：为免爱尔兰穷人的婴孩成为父母及国家负担，并使他们有益大众而提出的一个小小的建议）為愛爾蘭18世紀知名社會作家喬納森·斯威夫特（Jonathan Swift, 1667-1745）於1729年匿名出版的讽刺散文。該文提出下述建議：「將愛爾蘭十二萬嬰兒中的十萬嬰兒提供富家人士當成桌上佳餚」，認為這樣做可以讓貧苦父母纾缓经济困难，獲得解脫。斯威夫特运用夸张的手法，透过本文讽刺了部分人对爱尔兰穷苦人民的冷漠无情，同时批评了英国当时对待爱尔兰的高压政策。
英语中，“一个小小的建议”（a modest proposal）可用来比喻类似风格的讽刺文章，这类文章往往运用假装严肃来达到讽刺效果。

## 内容梗概
此文第一部分先描绘爱尔兰穷人的窘迫，对此作者提出解决方法是：“一个受精心照料的年轻而健康的孩童，年龄达至一岁时，不论是炖、烤、烘、煮，皆可作滋养健康的佳肴，且我深信不疑，将他们烹成焖肉或是杂烩，同样合适。”随后，作者为了支撑自己的论点，描述得十分具体而细致，其中就包括对于这些孩童应该采取的一连串措施，并计算出倘若仿效此法，能收获多少经济效益。
斯威夫特借此讽刺当时十分著名的经济学者威廉·配第（William Petty），以及弗朗西斯·培根的社会工程学学说的拥趸。此文举荐“我在伦敦相识的一位富有名声的美国人”，以及“在福尔摩沙土生土长的著名的撒玛纳札”（其人已在1706年承认自己并非来自福尔摩沙）。
斯威夫特遵循罗马式讽刺的传统，运用少叙法（paralipsis）介绍自己的诸多改革：
其余的计策，不妨别再提起了：向住在国外的侨民征收每磅五先令的税款；只使用本国产的衣物和家具；抵制那些助长国外奢靡风气的器物；纠正当下盛行的自满心、虚荣心、懒惰以及妇女群体中盛行的赌博风气；养成节俭、审慎、节制的精神；学会热爱祖国，在此地我们和拉普兰（Lapland）那些各自为政岛民以及脱皮拿布（Topinamboo）的野蛮人全然不同；停止内部的仇视与纷争，别像犹太人那样，在都城沦落的时刻仍在相互残害；谨慎小心，不把我们的祖国和良心白白出卖；教导地主们至少对他的佃户能有一丝的怜悯。最后，将诚信、勤劳、熟练的精神注入到千万商户中；倘若当下通过一项决议，只许人们买本国的产品，这些商户会即刻联起手来，在价格上动手脚、缺斤少两、以次充好，来蒙骗我们的钱。他们绝不会做成一桩干净的生意，即便他们心中常常这么想着。因此我一再重复，那些主张上述改革或类似改革的人，烦请他们收声，因为能将这些举措诚心诚意推广开来的希望，他们一点也见不着。
斯威夫特在此文中反对上述的“改革”，实则点明了当时爱尔兰社会的出路。上述改革中后几项不难理解，是斯威夫特改造国民精神的愿望。而前几项，则和爱尔兰当时的社会经济有莫大关系：向侨民征税，是为防止资金外流。推崇本国货品，是为振兴本国产业。但斯威夫特痛陈此类改革之不可取，大谈特谈将贫民的孩童作为食物相互买卖之裨益，两相对比，达到讽刺的效果。